# Pavel Čotek
Pavel Čotek (12. března 1922 Fryšava pod Žákovou horou – 20. července 2005 Olomouc) byl český hudební skladatel, kritik a pedagog.

## Život
Od dětství se učil hře na housle. V době studia na gymnáziu hrál v různých amatérských orchestrech. Po maturitě studoval na Pražské konzervatoři pedagogiku u Vojtěcha Bořivoje Aima, Bohumila Liebicha a Antonína Modra. Skladbu studoval nejprve soukromě Otakara Šína a Jaroslava Řídkého, později na Janáčkově akademii múzických umění (JAMU) v Brně, kde byl žákem Ctirada Kohoutka. Studium kompozice na JAMU dokončil v roce 1965.
Byl učitelem hudby ve Slaném, v Poličce, Litomyšli a v Chocni. V té době byla jeho skladatelská činnost silně ovlivněna tehdejší politickou realitou. Jako dirigent a sbormistr různých mládežnických souborů získal i dobová ocenění jako Kulturní pionýr I. stupně nebo Odznak práce Československého svazu mládeže v oboru hudební skladby.
Od roku 1960 působil na katedře hudební vědy a výchovy Univerzity Palackého v Olomouci. Nejprve vyučoval hře na klavír a později i hudební teorii. V roce 1991 byl jmenován docentem na katedře hudební vědy, kde setrval až do odchodu do důchodu v roce 2002. Externě vyučoval také na konzervatoři v Ostravě. Významně se podílel na organizaci hudebního života v Olomouci. Byl spolutvůrcem Podzimního festivalu duchovní hudby, předsedou programové rady festivalu dětských pěveckých sborů Svátky písní Olomouc, psal odborné i popularizační články a hudební kritiky. Byl členem a funkcionářem Svazu českých skladatelů a koncertních umělců, pracoval jako člen komisí ústředních orgánů Svazu skladatelů v Ostravě i v Praze a po dvě období byl členem celostátního výboru Českého hudebního fondu v Praze;
Skladatelsky prošel vývojem od budovatelských začátků ve stylu socialistického realismu k hlavnímu proudu světové hudby 20. století. Vždy si však zachoval dostatečnou míru srozumitelnosti.
Největších úspěchů dosáhl svou tvorbou v 70. a 80. letech. Tehdy zkomponoval okolo osmdesáti skladeb, které byly úspěšně uváděny i nás i v zahraničí. Získal řadu ocenění, mimo jiné Cenu Svazu českých skladatelů a koncertních umělců za sborový cyklus Všemi hlasy (1975) a výroční cenu za rok 1977 za sborovou tvorbu. Byl nositelem státního vyznamenání Za vynikající práci (1982), Zlaté medaile Univerzity Palackého (1987) a Ceny města Olomouc[zdroj?]. 

## Dílo

### Orchestrální skladby
- Komorní hudba pro smyčce a bicí nástroje (1963);
- Concertino grosso pro hoboj, klarinet, lesní roh a smyčce (1964);
- Symfonické etudy pro velký orchestr (1965);
- Koncert pro dva hráče na bicí nástroje a orchestr (1967);
- Responsoria pro varhany a orchestr (1970);
- Smyčcová scherza pro komorní orchestr (1973);
- Glosa pro velký orchestr (1974, nahráno);
- Lidové tance pro dechový orchestr (1982);
- Olomoucké barokní ozvěny pro komorní orchestr (1993);
- Moravské taneční nálady pro velký dechový orchestr (1997).

### Komorní skladby
- Klavírní chvilky (1955);
- Suita pro housle a klavír (1958);
- Sonatina pro klavír (1960);
- Sonáta pro housle a klavír (1962);
- Podobizna ptáka. Melodram pro dva hlasy a komorní soubor (1963);
- Pět malých vět pro klarinet a klavír (1969);
- Dechová hudba pro pikolu, trubku, basovou trubku, basový trombón a klavír (1970);
- Agógé pro violu a klavír (1974);
- Bicinium pro dva libovolné nástroje (1979);
- Causerie pro basklarinet a klavír (1980);
- Bluety pro pět dechových nástrojů (1982);
- Miniatury (Metamorfózy) pro hoboj (1987);
- Intermedio pro varhany (1993);
- Canzone da sonar pro sopránový saxofon a klavír (1993).

### Písně a sbory
- Ohlasy národních písní pro ženský sbor a cappella (1948);
- Pohlednice ze socialistického města. Mužský sbor (1951);
- Ostravské nebe. Mužský sbor (1951);
- Májová (1952);
- Písničky k žatvě. Ženské sbory na lidovou poezii s doprovodem klavíru (1954);
- Dvě písně na slova Josefa Hory pro střední hlas a klavír (1958);
- Písničky na zimu pro soprán, flétnu a harfu (1961);
- Copánek. Ženský sbor (1963);
- Doma. Cyklus písní pro soprán a klavír na slova Milana Bureše a Petra Křičky (1968);
- Dvě starojaponské písně pro soprán a klavír (1969);
- Solfeggii per voci bianchi pro dětský sbor (1975–78);
- Paměť. Cyklus sborů pro mužský, ženský a smíšený sbor (1980);
- Kantáta z veselých not pro dětský sbor a orchestr na slova J. Havla (1980);
- Prstem po Praze (1985);
- Čtyři z Uničovska pro dětský sbor a klavír (1996);
- Tři písně z Horácka (Vysočiny) (1996).